# Хауд-ель-Хамра – Скікда
Хауд-Ель-Хамра – Скікда – конденсатопровід в Алжирі, також відомий як NK1. 
Первісно конденсат з найбільшого алжирського нафтового родовище Хассі-Месауд видавали до узбережжя через нафтопровід Хауд-Ель-Хамра – Беджая. В 2009-му також ввели в дію спеціалізований конденсатопровід NK1 до іншого середземноморського порту Скікда, який має довжину 646 км та виконаний в діаметрі 750 мм. Проектна пропускна здатність турбопроводу становит 11,4 млн тонн на рік. 
Ресурс для транспортування може надходити з газопереробного комплекс Хассі-Месауд та конденсатопроводу Оханет – Хауд-Ель-Хамра.